# Údolní chrám

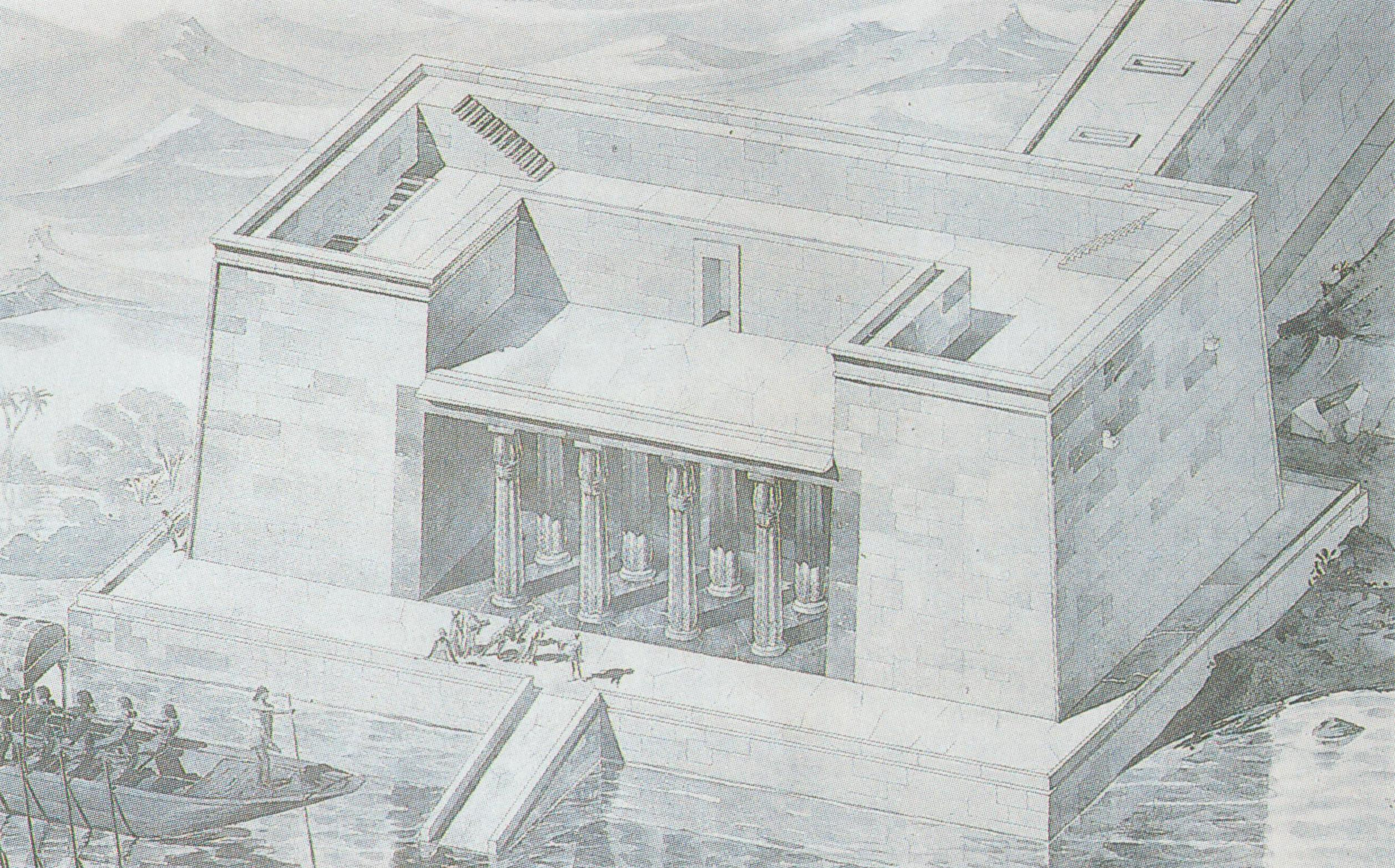
Sahureův údolní chrám

Údolní chrám je staroegyptský typ chrámů, který byl součástí pyramidových komplexů. Byly stavěny v údolí Nilu a se zádušními chrámy, které se nacházely v těsné blízkosti pyramidy, je spojovaly takzvané vzestupné cesty. První známý údolní chrám vybudoval faraon 4. dynastie Snofru.
Obvykle stály na terase těsně u Nilu a měly velké nábřeží, které sloužilo jako přístaviště. Uvnitř se nacházela kaple se sochami stavebníka pyramidového komplexu, ke kterému chrám náležel, a schodiště chrámu vedlo až na jeho střechu. Nejstarší plně dochovaný údolní chrám pochází od Rachefa. Dále například od Menkaureho, Sahurea, Niuserre, Venise, Pepiho II., Senusreta II. či Amenehmeta III.